# Episkop
Et epidiskop eller epidiaskop er en indretning, der kan vise uigennemsigtige flade genstande eller billeder projiceret på en skærm.
Apparatet svarer altså i sit formål til en diasfremviser, men med den vigtige forskel, at originalbilledet her er uigennemsigtigt.

## Virkemåde
Motivet belyses ovenfra med en stærk lampe i apparatet og med et system af spejle og/eller prismer og en fokuserbar projektionslinse kastes billedet op på skærmen. Fordi de må projicere tilbagekastet lys behøver denne slags projektorer kraftigere pærer og mere lysstærke linser end overhead-projectorer. Derfor må man passe på, at materialet ikke bliver beskadiget af den varme, der produceres af lyskilden. Denne type projektorer er i dag mindre benyttet en de moderne "overhead"-projektorer, der benytter transparente originaler belyst nedefra.
Denne type projektorer bruges typisk til projektion af billeder i bøger, tegninger, mineralprøver, blade etc. De har været fremstillet og markedsført som forstørrelsesredskaber til kunstnere med det formål at overføre billeder til lærreder og til brug i forbindelse med forelæsninger og kurser. 

## Historie
Denne type projektor er forgængeren for overhead projectoren. Lyskilden i tidlige modeller var ofte af samme type som tidligere anvendtes til scenebelysning (lime light). I dag bruges almindeligvis Glødelamper og halogenlamper.
I begyndelsen og midten af 1900-tallet blev prisbillige modeller fremstillet og markedsført som legetøj for børn.
I uddannelsesmæssig sammenhæng er epidiaskopets særlige rolle blevet fortrængt af præsentationsapparatet, et belyst bord med et videokamera fast monteret over sig i en passende afstand. Kameraets billede vises ved hjælp af en separat projektor. Skrivebordsenheden kaldes somme tider en uigennemsigtig projektor.

## Typer
I begyndelsen af 1900-tallet var billedprojektion inddelt i to kategorier: " Hvis lyset går igennem objektet, siges projektionen at være diaskopisk, hvis lyset er reflekteret, episkopisk." . 
Der eksisterede altså to hovedkategorier af uigennemsigtige projektorer:
1. episkopet, der alene kunne projicere billeder af uigennemsigtige objekter
2. epidiaskopet, der var i stand til at projicere billeder af både uigennemsigtige og transparente objekter